# Ornans (Ornans)
Ornans ist eine Ortschaft und eine ehemalige französische Gemeinde mit 4.293 Einwohnern (Stand 1. Januar 2022) im Département Doubs in der Region Bourgogne-Franche-Comté. Sie gehörte zum Arrondissement Besançon und zum Kantons Ornans.
Mit Wirkung vom 1. Januar 2016 wurden die früher selbstständigen Gemeinden Ornans und Bonnevaux-le-Prieuré zur namensgleichen Commune nouvelle Ornans zusammengeschlossen und haben in der neuen Gemeinde den Status einer Commune déléguée. Der Verwaltungssitz befindet sich im Ort Ornans.

## Lage
Nachbarorte sind Foucherans im Norden, Charbonnières-les-Sapins und Saules im Nordosten, Montgesoye im Südosten, Chantrans und Silley-Amancey im Süden, Flagey im Südwesten und Chassagne-Saint-Denis und Scey-Maisières im Westen.

## Geschichte
Ornans wird erstmals in einer Teilungsurkunde von 1151 erwähnt. Ein eigenes Bürgermeisteramt erhielt der Ort 1576 auf Betreiben von Nicolas Perrenot de Granvelle und dessen Sohn Kardinal Antoine, die beide Minister unter Kaiser Karl V. waren. Unter Ludwig XIV. wurde Ornans dann zur Verwaltungseinheit mit eigener Polizei- und Steuerhoheit. Nach der Französischen Revolution wurde die Stadt Hauptort des gleichnamigen Kantons.
Für die industrielle Entwicklung im 19. Jahrhundert kam Ornans seine Lage an der Loue zugute, deren Wasserkraft vielfältig genutzt werden konnte. Ein Teil der alten Wasserräder ist noch heute zu besichtigen. Ein weiterer wichtiger Betrieb war die Destillerie Cusenier, eine seinerzeit bekannte Brennerei, die zwischen 1874 und 1938 im Wesentlichen Kirschwasser und Absinth herstellte. Heute gehört Alstom zu den wichtigsten Arbeitgebern am Ort (u. a. Produktion von Elektromotoren für den TGV).

## Bevölkerungsentwicklung

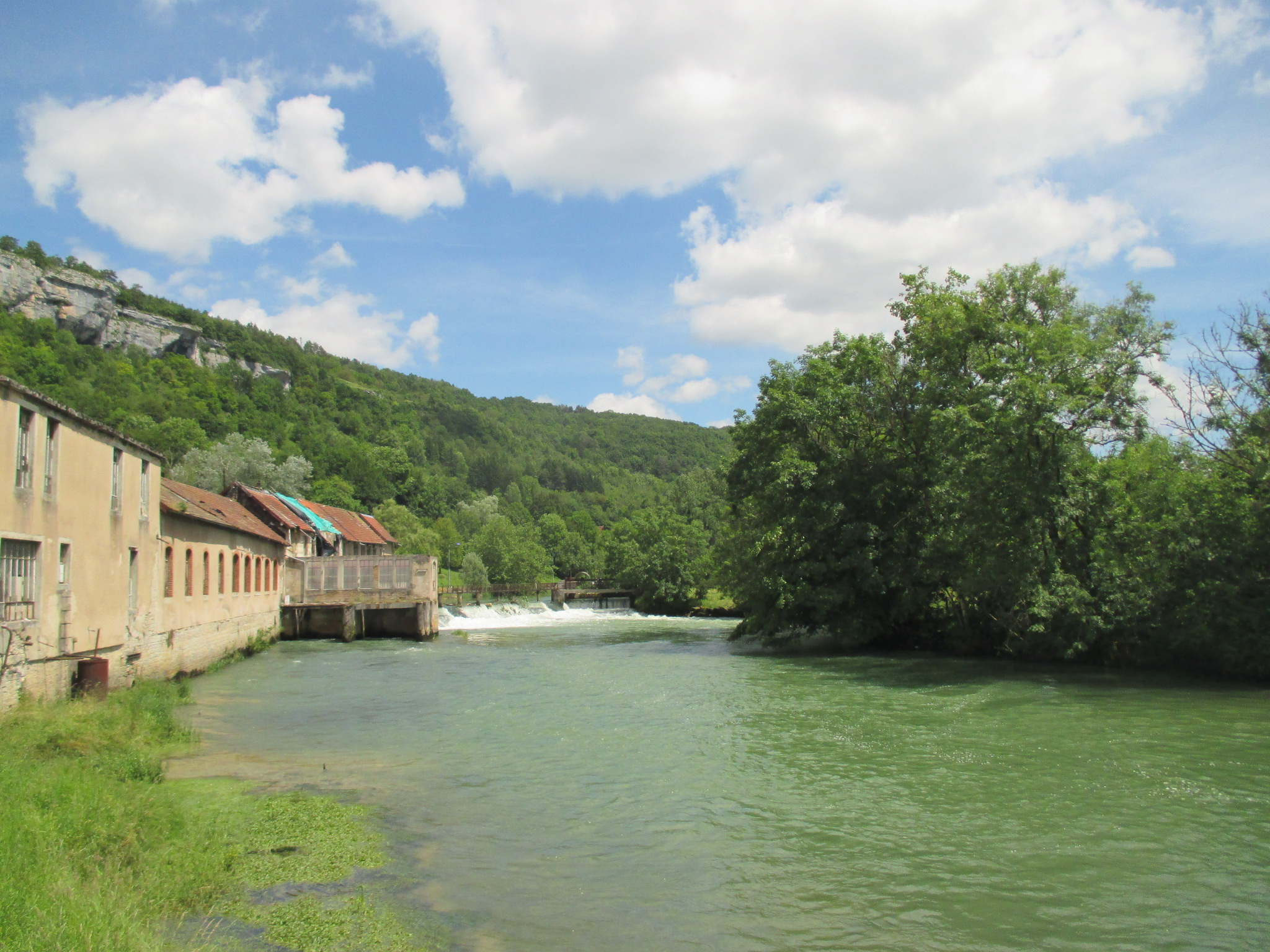
Die Loue bei Ornans

| Jahr      | 1962  | 1968  | 1975  | 1982  | 1990  | 1999  | 2007  | 2016  |
| --------- | ----- | ----- | ----- | ----- | ----- | ----- | ----- | ----- |
| Einwohner | 3.619 | 4.147 | 4.231 | 4.134 | 4.016 | 4.037 | 4.106 | 4.268 |

## Persönlichkeiten
- Otto IV. (* um 1248–1303), letzter Pfalzgraf von Burgund, auf Schloss Ornans geboren
- Nicolas Perrenot de Granvelle (1484–1550), Staatsmann, Vater Antoine Perrenot de Granvelles
- Antoine Perrenot de Granvelle (1517–1586), Erzbischof von Mechelen 1561–1582, Erzbischof von Besançon 1584–1586, Kardinal, Politiker
- Pierre Vernier (1580–1637), Mathematiker, entdeckte ein nach ihm benanntes Messverfahren
- Claude-François-Xavier Millot (1726–1785), Kleriker und Historiker
- Joseph Clément Tissot (1747–1826), Militärarzt und Pionier der Krankengymnastik
- Gustave Courbet (1819–1877), Maler, in Ornans geboren und begraben
- Juliette Courbet (1831–1915), Schwester und Nachlassverwalterin von Gustave Courbet
- Robert Fernier (1895–1977), Maler, Initiator des Courbet-Museums in Ornans.